# Coccothrinax orientalis
Coccothrinax orientalis är en enhjärtbladig växtart som först beskrevs av Hermano León, och fick sitt nu gällande namn av Onaney Muñiz och Attila L. Borhidi. Coccothrinax orientalis ingår i släktet Coccothrinax och familjen Arecaceae. Inga underarter finns listade i Catalogue of Life.